# Flesh and Bone

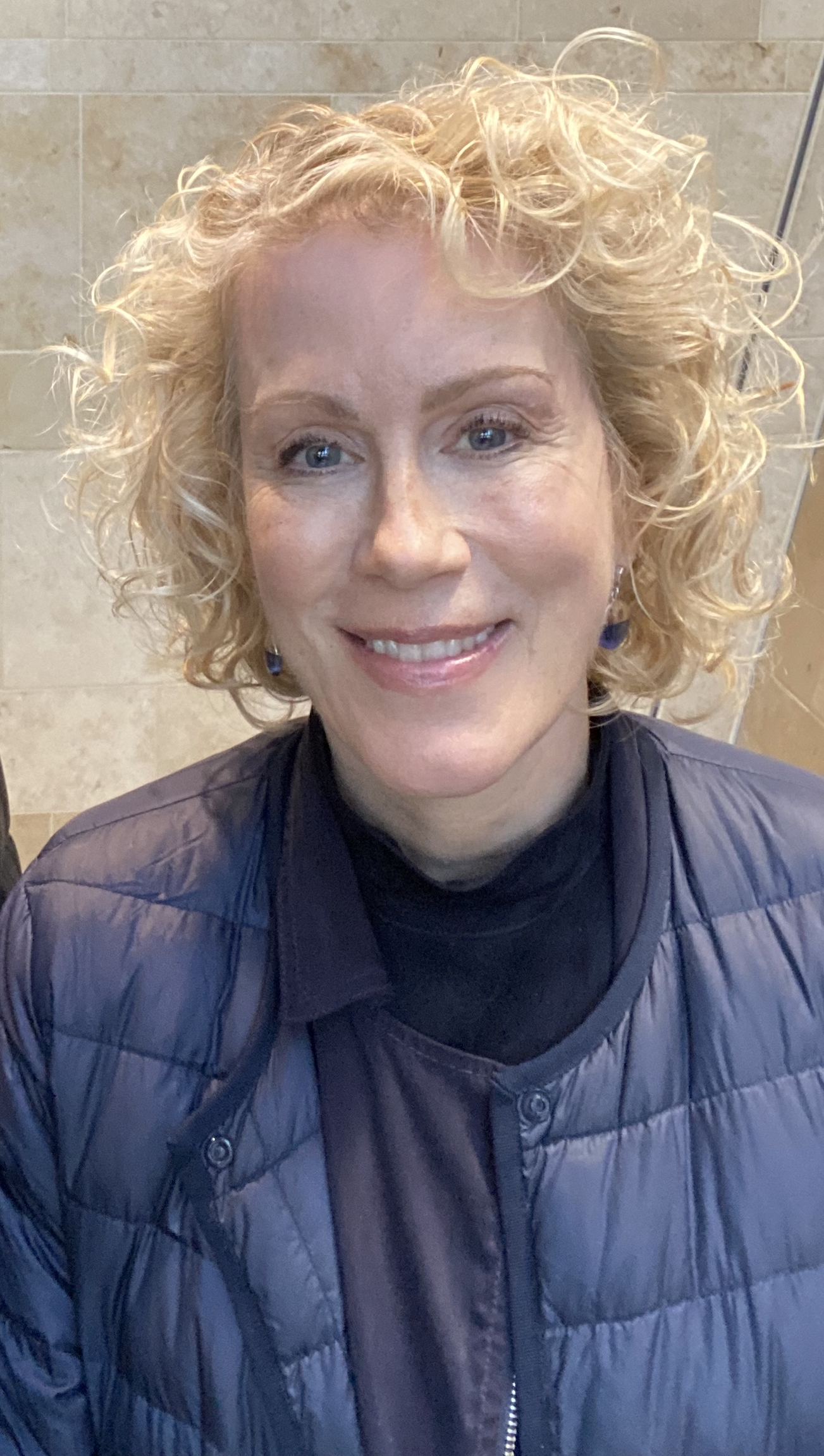
Moira Walley-Beckett en el Director's Guild of Canada, British Columbia Anvil Centre de New Westminster.

Flesh and Bone es una miniserie dramática estadounidense transmitida del 8 de noviembre del 2015 hasta el 27 de diciembre del 2015 por medio de la cadena Starz. La miniserie fue creada por Moira Walley-Beckett.
El bailarín de ballet Ethan Stiefel fue consultor y coreógrafo de la serie.

## Historia
El fundador y temperamental director artístico de la Compañía de Ballet Americano, Paul Grayson, está decidido a convertirlo en una de las mejores instituciones artísticas del mundo. Grayson cree que la salvadora de la compañía es Claire Robbins, una bailarina de ballet con un pasado problemático cuyo tormento la impulsa. 
Dentro de la compañía también se encuentra, la prima ballerina Kiira, una mujer que lucha con una lesión y con envejecer. Mia Bialy, una bailarina que lucha con un trastorno alimenticio y que se convierte en la reacia compañera de habitación de Claire. Daphne Kensington, una ambiciosa bailarina neoyorquina con un pasado privilegiado. Toni Cannava, una nueva y trascendente coreógrafa de la compañía; así como Ross, un bailarín mujeriego y Trey, un bailarín que lucha.

## Personajes

### Personajes principales
| Actor                | Personaje         | Ocupación                                 | N.º de episodios | Temporada |
| -------------------- | ----------------- | ----------------------------------------- | ---------------- | --------- |
| Sarah Hay            | Claire Robbins    | Bailarina de Ballet                       | 8                | 2015      |
| Ben Daniels          | Paul Grayson      | Director Artístico de la Compañía         | 8                | 2015      |
| Emily Tyra           | Mia Bialy         | Bailarina y Compañera de Cuarto de Claire | 8                | 2015      |
| Irina Dvorovenko     | Kiira Koval       | Bailarina de Ballet                       | 8                | 2015      |
| Damon Herriman       | Romeo             | Indigente                                 | 8                | 2015      |
| Josh Helman          | Bryan Robbins     | ex-Soldado / Hermano de Claire            | 8                | 2015      |
| Raychel Diane Weiner | Daphne Kensington | Bailarina de Ballet / Amiga de Claire     | 8                | 2015      |
| Sascha Radetsky      | Ross              | Bailarín de Ballet                        | 8                | 2015      |
| Kar Will             | Trey              | Bailarín de Ballet                        | 8                | 2015      |

### Personajes recurrentes
| Actor              | Personaje         | Ocupación                             | N.º de episodios | Temporada |
| ------------------ | ----------------- | ------------------------------------- | ---------------- | --------- |
| Carling Talcott    | Ahsley            | -                                     | 8                | 2015      |
| Alex Wong          | Kim               | Bailarín de Ballet                    | 8                | 2015      |
| Clifton Duncan     | Reggie            | -                                     | 8                | 2015      |
| Tina Benko         | Jessica           | Asistente del Director de la Compañía | 8                | 2015      |
| Aubrey Morgan      | Suzanne           | -                                     | 8                | 2015      |
| Nadezhda Vostrikov | Patrice           | -                                     | 8                | 2015      |
| Megan Dickinson    | Mona              | -                                     | 8                | 2015      |
| Tovah Feldshuh     | Ivana             | Instructora de Ballet                 | 7                | 2015      |
| John Allee         | Pasha             | Músico y Pianista de la Compañía      | 7                | 2015      |
| Marina Benedict    | Toni Cannava      | Coreógrafa de la Compañía             | 6                | 2015      |
| Vanessa Aspillaga  | Monica            | Asistente General de la Compañía      | 6                | 2015      |
| Patrick Page       | Sergei Zelenkov   | -                                     | 6                | 2015      |
| Mike Houston       | Teddy             | Miembro de la Seguridad en Anastasia  | 5                | 2015      |
| James Waterston    | Prescott Hawthorn | -                                     | 4                | 2015      |
| René Ifrah         | Danny             | -                                     | 3                | 2015      |
| Giselle Eisenberg  | Molly Jordan      | Hija de Jessica                       | 3                | 2015      |
| Dana Cuomo         | Elaine Bialy      | Madre de Mia                          | 2                | 2015      |

## Episodios
La miniserie estuvo conformada por 8 episodios.

## Premios y nominaciones
| Año  | Categoría                                                                                | Premio                      | Nominados (as)          | Resultado |
| ---- | ---------------------------------------------------------------------------------------- | --------------------------- | ----------------------- | --------- |
| 2017 | Actress MFT Movie/MiniSeries                                                             | Women’s Image Network Award | Sarah Hay               | pendiente |
| 2017 | MFT Movie/MiniSeries                                                                     | Women’s Image Network Award | Flesh and Bone          | pendiente |
| 2017 | Show Written By A Woman                                                                  | Women’s Image Network Award | Moira Walley-Beckett    | pendiente |
| 2016 | Best Television Limited Series or Motion Picture Made for Television                     | Golden Globe Award          | Flesh and Bone          | Nominado  |
| 2016 | Best Performance by an Actress in a Limited Series or Motion Picture Made for Television | Golden Globe Award          | Sarah Hay               | Nominada  |
| 2016 | Best Actress in a Movie Made for Television or Limited Series                            | Critics' Choice TV Award    | Sarah Hay               | Nominada  |
| 2016 | Outstanding Limited Series or Made for Television Movie                                  | Gracie Award                | Fresh and Bone          | Ganó      |
| 2016 | TV Movie or Miniseries                                                                   | Prism Award                 | Flesh and Bone          | Nominado  |
| 2016 | Excellence in Title Design                                                               | SXSW Film Design Award      | Angus Wall              | Nominado  |
| 2016 | MFT Movie/ Mini-Series                                                                   | Women's Image Network Award | Flesh and Bone          | Nominada  |
| 2016 | Actress MFT Movie / Mini-Series                                                          | Women's Image Network Award | Sarah Hay               | Nominada  |
| 2016 | Long Form - Original (junto a Jami O'Brien, Bronwyn Garrity, Adam Rapp, David Wiener)    | WGA (TV) Award              | Moira Walley-Beckett... | Nominados |
| 2015 | Best Miniseries                                                                          | Satellite Award             | Fresh and Bone          | Ganó      |
| 2015 | Best Actress in a Miniseries or a Motion Picture Made for Television                     | Satellite Award             | Sarah Hay               | Ganó      |

## Producción
En el 2013 se anunció que la miniserie había sido ordenada por la cadena Starz. La serie comenzó sus producciones en el 2014.
Entre los papeles principales estuvieron los bailarines profesionales de ballet Sascha Radetsky (solista del American Ballet Theatre), Raychel Diane Weiner (bailarina de la compañía Ballet Arizona), Emily Tyra (bailarina del Boardwalk Empire) e Irina Dvorovenko (ex-bailarina del American Ballet Theatre). 
David Michôd dirigió el episodio piloto de la serie, también contó con la participación de los directores Joshua Marston, Nelson McCormick y Stefan Schwartz.